# Linum nervosum
Linum nervosum là một loài thực vật có hoa trong họ Linaceae. Loài này được Waldst. & Kit. mô tả khoa học đầu tiên năm 1803.